# 水手哨

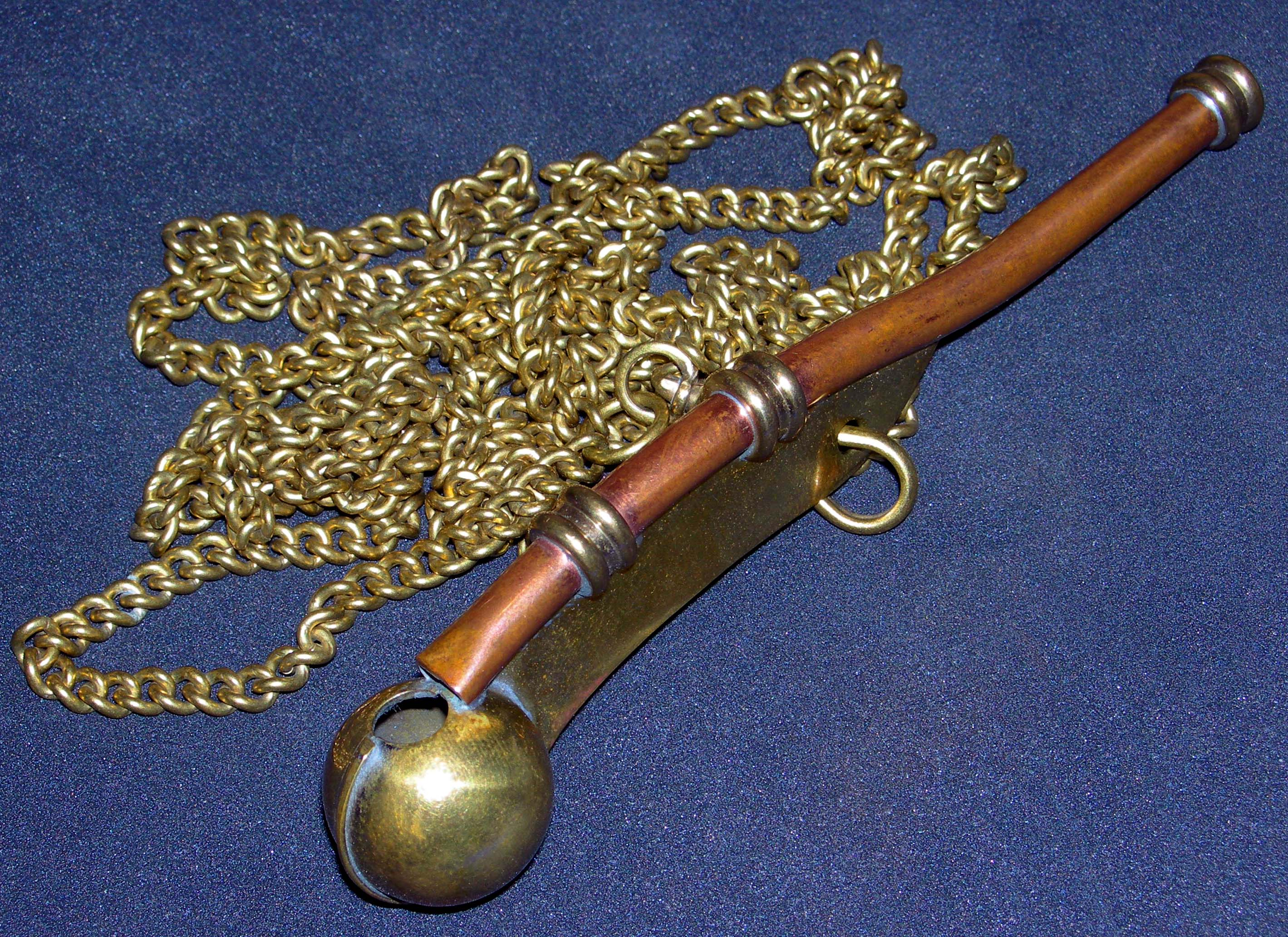

水手哨（英語：boatswain's call; boatswain's pipe; boatswain's whistle），也叫水手长哨、水手长哨笛、笛号、号笛、口笛，是一种海军使用的哨子，由水手长吹响，通过吹出不同的音调在军舰上传达不同的命令。